# Оскар (кинопремия, 1985)
57-я церемония вручения наград премии «Оскар» за заслуги в области кинематографа за 1984 год состоялась 25 марта 1985 года в Dorothy Chandler Pavilion (Лос-Анджелес, Калифорния). Номинанты были объявлены 6 февраля 1985 года.

## Фильмы, получившие несколько номинаций
| Фильм                                              | номинации | награды |
| -------------------------------------------------- | --------- | ------- |
| • Амадей                                           | 11        | 8       |
| • Поездка в Индию                                  | 11        | 2       |
| • Поля смерти                                      | 7         | 3       |
| • Места в сердце                                   | 7         | 2       |
| • Космическая одиссея 2010                         | 5         | 0       |
| • Река                                             | 4         | 0 + 1   |
| • Самородок                                        | 4         | 0       |
| • История солдата                                  | 3         | 0       |
| • Грейстоук: Легенда о Тарзане, повелителе обезьян | 3         | 0       |
| • Индиана Джонс и храм судьбы                      | 2         | 1       |
| • Бродвей Дэнни Роуз                               | 2         | 0       |
| • У подножия вулкана                               | 2         | 0       |
| • Бостонцы                                         | 2         | 0       |
| • Свободные                                        | 2         | 0       |
| • Охотники за привидениями                         | 2         | 0       |
| • Клуб «Коттон»                                    | 2         | 0       |

## Список лауреатов и номинантов
★ Победители выделены отдельным цветом. 

### Основные категории
| Категории                         | Лауреаты и номинанты | Лауреаты и номинанты                                                 |
| --------------------------------- | --- | -------------------------------------------------------------------- |
| Лучший фильм                      | ★ Амадей / Amadeus (продюсер: Сол Зэнц)                                                                                                | ★ Амадей / Amadeus (продюсер: Сол Зэнц)                              |
| Лучший фильм                      | • Поля смерти / The Killing Fields (продюсер: Дэвид Паттнэм)                                                                           |                                                                      |
| Лучший фильм                      | • Поездка в Индию / A Passage to India (продюсеры: Джон Брабурне и Ричард Б. Гудвин)                                                   |                                                                      |
| Лучший фильм                      | • Места в сердце / Places in the Heart (продюсер: Арлин Донован)                                                                       |                                                                      |
| Лучший фильм                      | • История солдата / A Soldier’s Story (продюсеры: Норман Джуисон, Рональд Л. Швари и Патрик Дж. Палмер)                                |                                                                      |
| Лучший режиссёр                   | | ★ Милош Форман за фильм «Амадей»                                     |
| Лучший режиссёр                   | • Вуди Аллен — «Бродвей Дэнни Роуз» |                                                                      |
| Лучший режиссёр                   | • Ролан Жоффе — «Поля смерти» |                                                                      |
| Лучший режиссёр                   | • Дэвид Лин — «Поездка в Индию» |                                                                      |
| Лучший режиссёр                   | • Роберт Бентон — «Места в сердце» |                                                                      |
| Лучший актёр                      | | ★ Ф. Мюррей Абрахам — «Амадей» (за роль Антонио Сальери)             |
| Лучший актёр                      | • Джефф Бриджес — «Человек со звезды» (за роль человека со звезды)                                                                     |                                                                      |
| Лучший актёр                      | • Альберт Финни — «У подножия вулкана» (за роль Джеффри Фермина)                                                                       |                                                                      |
| Лучший актёр                      | • Том Халс — «Амадей» (за роль Вольфганга Амадея Моцарта)                                                                              |                                                                      |
| Лучший актёр                      | • Сэм Уотерстон — «Поля смерти» (за роль Сиднея Шенберга)                                                                              |                                                                      |
| Лучшая актриса                    | | ★ Салли Филд — «Места в сердце» (за роль Эдны Сполдинг)              |
| Лучшая актриса                    | • Джуди Дэвис — «Поездка в Индию» (за роль Аделы Куэстед)                                                                              |                                                                      |
| Лучшая актриса                    | • Джессика Лэнг — «Деревня» (за роль Джевелл Айви)                                                                                     |                                                                      |
| Лучшая актриса                    | • Ванесса Редгрейв — «Бостонцы» (за роль Олив Чанселлор)                                                                               |                                                                      |
| Лучшая актриса                    | • Сисси Спэйсек — «Река» (за роль Мэй Гарви)                                                                                           |                                                                      |
| Лучший актёр второго плана        | | ★ Хенг С. Нгор — «Поля смерти» (за роль Дита Прана)                  |
| Лучший актёр второго плана        | • Адольф Цезар — «История солдата» (за роль сержанта Уотерса)                                                                          |                                                                      |
| Лучший актёр второго плана        | • Джон Малкович — «Места в сердце» (за роль мистера Уилла)                                                                             |                                                                      |
| Лучший актёр второго плана        | • Пэт Морита — «Парень-каратист» (за роль мистера Мияги)                                                                               |                                                                      |
| Лучший актёр второго плана        | • Ральф Ричардсон (посмертно) — «Грейстоук: Легенда о Тарзане, повелителе обезьян» (за роль старого графа Грейстоука)                  |                                                                      |
| Лучшая актриса второго плана      | | ★ Пегги Эшкрофт — «Поездка в Индию» (за роль миссис Мур)             |
| Лучшая актриса второго плана      | • Гленн Клоуз — «Самородок» (за роль Айрис Гейнс)                                                                                      |                                                                      |
| Лучшая актриса второго плана      | • Линдсей Краус — «Места в сердце» (за роль Маргарет Ломакс)                                                                           |                                                                      |
| Лучшая актриса второго плана      | • Кристин Лахти — «Дополнительная смена» (за роль Хэйзел)                                                                              |                                                                      |
| Лучшая актриса второго плана      | • Джеральдин Пейдж — «Крёстный отец Гринвич Виллидж» (за роль миссис Риттер)                                                           |                                                                      |
| Лучший оригинальный сценарий      | ★ Роберт Бентон — «Места в сердце» | ★ Роберт Бентон — «Места в сердце»                                   |
| Лучший оригинальный сценарий      | • Дэниэл Петри-младший и Данило Бах — «Полицейский из Беверли-Хиллз»                                                                   |                                                                      |
| Лучший оригинальный сценарий      | • Вуди Аллен — «Бродвей Дэнни Роуз» |                                                                      |
| Лучший оригинальный сценарий      | • Грегори Нава и Анна Томас — «Север»                                                                                                  |                                                                      |
| Лучший оригинальный сценарий      | • Лауэлл Ганц, Бэбалу Мэндел, Брюс Джей Фридман и Брайан Грейзер — «Всплеск»                                                           |                                                                      |
| Лучший адаптированный сценарий    | ★ Питер Шэффер — «Амадей» (по одноимённой пьесе автора)                                                                                | ★ Питер Шэффер — «Амадей» (по одноимённой пьесе автора)              |
| Лучший адаптированный сценарий    | • Роберт Таун и Майкл Остин — «Грейстоук: Легенда о Тарзане, повелителе обезьян» (по роману Эдгара Берроуза «Тарзан, приёмыш обезьян») |                                                                      |
| Лучший адаптированный сценарий    | • Брюс Робинсон — «Поля смерти» (по статье Сидни Шэнберга «The Death and Life of Dith Pran»)                                           |                                                                      |
| Лучший адаптированный сценарий    | • Дэвид Лин — «Поездка в Индию» (по одноимённому роману Э. М. Форстера)                                                                |                                                                      |
| Лучший адаптированный сценарий    | • Чарльз Фуллер — «История солдата» (по пьесе автора «A Soldier’s Play»)                                                               |                                                                      |
| Лучший фильм на иностранном языке | ★ Диагональ слона / La diagonale du fou (Швейцария) реж. Ришар Дембо                                                                   | ★ Диагональ слона / La diagonale du fou (Швейцария) реж. Ришар Дембо |
| Лучший фильм на иностранном языке | • За решёткой / מאחורי הסורגים (Израиль) реж. Ури Барбаш                                                                               |                                                                      |
| Лучший фильм на иностранном языке | • Камила / Camila (Аргентина) реж. Мария Луиза Бемберг                                                                                 |                                                                      |
| Лучший фильм на иностранном языке | • Двуличный / Sesión continua (Испания) реж. Хосе Луис Гарси                                                                           |                                                                      |
| Лучший фильм на иностранном языке | • Военно-полевой роман (СССР) реж. Пётр Тодоровский                                                                                    |                                                                      |

### Другие категории
| Категории                                    | Лауреаты и номинанты | Лауреаты и номинанты                                                                                |
| -------------------------------------------- | --- | --------------------------------------------------------------------------------------------------- |
| Лучшая музыка: Оригинальный саундтрек        | ★ Морис Жарр — «Поездка в Индию»                                                                                              | ★ Морис Жарр — «Поездка в Индию»                                                                    |
| Лучшая музыка: Оригинальный саундтрек        | • Джон Уильямс — «Индиана Джонс и храм судьбы»                                                                                | |
| Лучшая музыка: Оригинальный саундтрек        | • Рэнди Ньюман — «Самородок»                                                                                                  | |
| Лучшая музыка: Оригинальный саундтрек        | • Джон Уильямс — «Река» | |
| Лучшая музыка: Оригинальный саундтрек        | • Алекс Норт — «У подножия вулкана»                                                                                           | |
| Лучшая музыка: Запись песен к фильму         | ★ Принс — «Пурпурный дождь»                                                                                                   | ★ Принс — «Пурпурный дождь»                                                                         |
| Лучшая музыка: Запись песен к фильму         | • Джефф Мосс — «Маппеты завоёвывают Манхэттен»                                                                                | |
| Лучшая музыка: Запись песен к фильму         | • Крис Кристофферсон — «Автор песен»                                                                                          | |
| Лучшая песня к фильму                        | ★ I Just Called to Say I Love You — «Женщина в красном» — музыка и слова: Стиви Уандер                                        | Стиви Уандер                                                                                        |
| Лучшая песня к фильму                        | • Against All Odds (Take a Look at Me Now) — «Несмотря ни на что» — музыка и слова: Фил Коллинз                               | Стиви Уандер                                                                                        |
| Лучшая песня к фильму                        | • Footloose — «Свободные» — музыка и слова: Кенни Логгинс и Дин Питчфорд                                                      | Стиви Уандер                                                                                        |
| Лучшая песня к фильму                        | • Ghostbusters — «Охотники за привидениями» — музыка и слова: Рей Паркер мл.                                                  | Стиви Уандер                                                                                        |
| Лучшая песня к фильму                        | • Let’s Hear It for the Boy — «Свободные» — музыка и слова: Том Сноу и Дин Питчфорд                                           | Стиви Уандер                                                                                        |
| Лучший монтаж                                | ★ Джим Кларк — «Поля смерти»                                                                                                  | ★ Джим Кларк — «Поля смерти»                                                                        |
| Лучший монтаж                                | • Нена Даневич, Майкл Чандлер — «Амадей»                                                                                      | |
| Лучший монтаж                                | • Бэрри Малкин, Роберт К. Ловетт — «Клуб „Коттон“»                                                                            | |
| Лучший монтаж                                | • Дэвид Лин — «Поездка в Индию»                                                                                               | |
| Лучший монтаж                                | • Донн Кэмберн, Фрэнк Моррисс — «Роман с камнем»                                                                              | |
| Лучшая операторская работа                   | ★ Крис Менгес — «Поля смерти»                                                                                                 | ★ Крис Менгес — «Поля смерти»                                                                       |
| Лучшая операторская работа                   | • Мирослав Ондржичек — «Амадей»                                                                                               | |
| Лучшая операторская работа                   | • Калеб Дешанель — «Самородок»                                                                                                | |
| Лучшая операторская работа                   | • Эрнест Дей — «Поездка в Индию»                                                                                              | |
| Лучшая операторская работа                   | • Вилмош Жигмонд — «Река» | |
| Лучшая работа художника                      | ★ Патриция Фон Бранденстайн (постановщик), Карел Черны (декоратор) — «Амадей»                                                 | ★ Патриция Фон Бранденстайн (постановщик), Карел Черны (декоратор) — «Амадей»                       |
| Лучшая работа художника                      | • Ричард Силберт (постановщик), Джордж Гейнс, Лесли Блум (декораторы) — «Клуб „Коттон“»                                       | |
| Лучшая работа художника                      | • Анджело Грэхэм, Мэл Борн, Джеймс Дж. Мураками, Спид Хопкинс (постановщики), Брюс Вентрауб (декоратор) — «Самородок»         | |
| Лучшая работа художника                      | • Джон Бокс, Лесли Томкинс (постановщики), Хью Скейф (декоратор) — «Поездка в Индию»                                          | |
| Лучшая работа художника                      | • Альберт Бреннер (постановщик), Рик Симпсон (декоратор) — «Космическая одиссея 2010»                                         | |
| Лучший дизайн костюмов                       | ★ Теодор Пиштек — «Амадей» | ★ Теодор Пиштек — «Амадей»                                                                          |
| Лучший дизайн костюмов                       | • Дженни Беван, Джон Брайт — «Бостонцы»                                                                                       | |
| Лучший дизайн костюмов                       | • Джуди Муркрофт — «Поездка в Индию»                                                                                          | |
| Лучший дизайн костюмов                       | • Энн Рот — «Места в сердце»                                                                                                  | |
| Лучший дизайн костюмов                       | • Патриция Норрис — «Космическая одиссея 2010»                                                                                | |
| Лучший звук                                  | ★ Марк Бергер, Томас Скотт, Тодд Бёкельхейд, Кристофер Ньюман — «Амадей»                                                      | ★ Марк Бергер, Томас Скотт, Тодд Бёкельхейд, Кристофер Ньюман — «Амадей»                            |
| Лучший звук                                  | • Билл Варни, Стив Маслоу, Кевин О’Коннелл, Нельсон Столл — «Дюна»                                                            | |
| Лучший звук                                  | • Грэм В. Хартстоун, Николас Ле Мессюрье, Майкл А. Картер, Джон У. Митчелл — «Поездка в Индию»                                | |
| Лучший звук                                  | • Ник Альфин, Роберт Тёрлуэлл, Ричард Портман, Дэвид М. Ронн — «Река»                                                         | |
| Лучший звук                                  | • Майкл Дж. Кохут, Аарон Рочин, Carlos Delarios, Джин С. Кантамесса — «Космическая одиссея 2010»                              | |
| Лучшие визуальные эффекты                    | ★ Деннис Мьюрен, Майкл Дж. МакАлистер, Лорни Петерсон, Джордж Гиббс — «Индиана Джонс и храм судьбы»                           | ★ Деннис Мьюрен, Майкл Дж. МакАлистер, Лорни Петерсон, Джордж Гиббс — «Индиана Джонс и храм судьбы» |
| Лучшие визуальные эффекты                    | • Ричард Эдланд, Джон Бруно, Марк Варго и Чак Гаспар — «Охотники за привидениями»                                             | |
| Лучшие визуальные эффекты                    | • Ричард Эдланд, Нил Крепела, Джордж Дженсон и Марк Стетсон — «Космическая одиссея 2010»                                      | |
| Лучший грим                                  | ★ Пол Леблан, Дик Смит — «Амадей»                                                                                             | ★ Пол Леблан, Дик Смит — «Амадей»                                                                   |
| Лучший грим                                  | • Рик Бейкер, Пол Энгелен — «Грейстоук: Легенда о Тарзане, повелителе обезьян»                                                | |
| Лучший грим                                  | • Майкл Уэстмор — «Космическая одиссея 2010»                                                                                  | |
| Лучший документальный полнометражный фильм   | ★ Времена Харви Милка / The Times of Harvey Milk (продюсеры: Роб Эпштейн и Ричард Шмичен)                                     | ★ Времена Харви Милка / The Times of Harvey Milk (продюсеры: Роб Эпштейн и Ричард Шмичен)           |
| Лучший документальный полнометражный фильм   | • Высшая школа / High Schools (продюсеры: Чарльз Гуггенхейм и Нэнси Слосс)                                                    | |
| Лучший документальный полнометражный фильм   | • Во имя народа / In the Name of the People (продюсеры: Alex W. Drehsler и Фрэнк Кристофер)                                   | |
| Лучший документальный полнометражный фильм   | • Марлен / Marlene (продюсеры: Карел Дирка и Зев Браун)                                                                       | |
| Лучший документальный полнометражный фильм   | • Законы улицы / Streetwise (продюсер: Шерил МакКолл)                                                                         | |
| Лучший документальный короткометражный фильм | ★ Статуэтки / The Stone Carvers (продюсеры: Марджори Хант, Пол Вагнер)                                                        | ★ Статуэтки / The Stone Carvers (продюсеры: Марджори Хант, Пол Вагнер)                              |
| Лучший документальный короткометражный фильм | • Дети Сунг Чинг Линга / The Children of Soong Ching Ling (продюсеры: Гари Буш и Пол Т. К. Лин)                               | |
| Лучший документальный короткометражный фильм | • Кодекс Грэя: Этическая дилемма в Нэрсинге / Code Gray: Ethical Dilemmas in Nursing (продюсеры: Бен Ачтенберг и Джоан Сойер) | |
| Лучший документальный короткометражный фильм | • Сад Эдэна / The Garden of Eden (продюсеры: Лоуренс Р. Хотт, Роджер М. Шерман)                                               | |
| Лучший документальный короткометражный фильм | • Воспоминания о Павловске (режиссёр: Ирина Калинина)                                                                         | |
| Лучший игровой короткометражный фильм        | ★ Вверх / Up (продюсер: Майк Хувер)                                                                                           | ★ Вверх / Up (продюсер: Майк Хувер)                                                                 |
| Лучший игровой короткометражный фильм        | • Раскрашенная дверь / The Painted Door (продюсеры: Майкл МакМиллан и Дженис Л. Платт)                                        | |
| Лучший игровой короткометражный фильм        | • Сказания о встрече и разлуке / Tales of Meeting and Parting (продюсеры: Шарон Орек и Лесли Линка Глаттер)                   | |
| Лучший анимационный короткометражный фильм   | ★ Шарада / Charade (продюсер: Джон Миннис)                                                                                    | ★ Шарада / Charade (продюсер: Джон Миннис)                                                          |
| Лучший анимационный короткометражный фильм   | • Доктор ДеСото / Doctor DeSoto (продюсеры: Мортон Шиндел и Майкл Спорн)                                                      | |
| Лучший анимационный короткометражный фильм   | • Рай / Paradise (продюсер: Ишу Патель)                                                                                       | |

### Специальные награды
| Награда                                                         | Лауреаты |
| --------------------------------------------------------------- | --- |
| Премия за особые достижения                                     | ★ Кэй Роуз — «Река» — за монтаж звуковых эффектов |
| Премия за выдающиеся заслуги в кинематографе (Почётный «Оскар») | ★ Джеймс Стюарт — за незабываемые кинообразы, которые он создавал в течение 50 лет, утверждая высокие идеалы на экране и в жизни. С уважением от своих коллег.                  |
| Премия за выдающиеся заслуги в кинематографе (Почётный «Оскар») | ★ Национальный фонд искусства — в знак признания 20-летия фонда и его приверженности развитию художественной и творческой активности и совершенства во всех областях искусства. |
| Награда имени Джина Хершолта                                    | ★ Дэвид Л. Волпер |
| Награда имени Гордона Сойера                                    | ★ Линвуд Дж. Данн |

## Научно-технические награды
| Категории                        | Лауреаты |
| -------------------------------- | --- |
| Academy Award of Merit           | Не присуждалась |
| Scientific and Engineering Award | • Дональд А. Андерсон, Дайана Райнерс (3M) — за разработку магнитной пленки «Cinetrak» №350/351 для звукозаписи кинофильмов. |
| Scientific and Engineering Award | • Барри М. Стульц, Рубен Авила, Уэс Кеннеди (Film Processing Corp.) — за разработку полнослойной магнитной пленки FPC 200 PB для звукозаписи кинофильмов.                                                                                         |
| Scientific and Engineering Award | • Барри М. Стульц, Рубен Авила, Уэс Кеннеди (Film Processing Corp.), Джон Мосли — за разработку и применение улучшенной полосы звуковой дорожки к 70-мм кинопленке (Stultz/Avila/Kennedy) и за связанные с этим инженерные исследования (Mosely). |
| Scientific and Engineering Award | • Кеннет Рихтер (Richter Cine Equipment) — за дизайн и разработку автоколлиматора Р-2 для проверки качества изображения в фокальной плоскости объективов кинокамер.                                                                               |
| Scientific and Engineering Award | • Гюнтер Шайдт (Rosco Laboratories, Inc.) — за разработку усовершенствованной нетоксичной жидкости для создания тумана и дыма для кинопроизводства.                                                                                               |
| Scientific and Engineering Award | • Джон Уитни мл., Гари Демос (Digital Productions, Inc.) — за практическое моделирование киносъемки с помощью компьютерных изображений. |
| Technical Achievement Award      | • Нат Тиффен (Tiffen Manufacturing Corp.) — за производство высококачественных прочных ламинированных цветных фильтров для киносъемки. |
| Technical Achievement Award      | • Дон Трамбулл, Джонатан Эрланд, Стивен Фог, Пол Бёрк (Apogee, Inc.) — за дизайн и разработку мощного проектора с синим потоком «Blue Max» для путешествующей матовой композитной фотографии.                                                     |
| Technical Achievement Award      | • Джонатан Эрланд, Robert Bealmear (Apogee, Inc.) — за инновационный дизайн экранов прямой проекции и усовершенствованный метод их изготовления.                                                                                                  |
| Technical Achievement Award      | • Ховард Престон (Preston Cinema Systems) — за проектирование и разработку устройства регулирования скорости с автоматической компенсацией экспозиции для кинокамер.                                                                              |